# 田秀英
田 秀英（でん しゅうえい、？ - 崇禎15年10月16日（1642年11月8日））は、明の崇禎帝の寵妃。

## 経歴
揚州の人。陝西商人の田弘遇と妻の呉氏（娼婦の出身）の娘として生まれた（一説に、田弘遇は秀英の養父で、実父は不明）。天啓年間、信王朱由検（のちの崇禎帝）の邸に入り、側室となった。信王が皇帝に即位すると礼妃に封じられ、のち貴妃に進んだ。承乾宮に住まった。父の田弘遇は正一品左都督に任じられた。
「美しい」纏足と美貌に加え多芸多才なため、寵愛を受けた。周皇后としばしば諍いを起こし、一度は幽閉されたが、3か月後に復位した。崇禎14年（1641年）、皇貴妃に進んだ。崇禎15年10月16日（1642年11月8日）、薨去した。恭淑端恵静懐皇貴妃と諡され、天寿山に葬られた。
崇禎17年3月18日（1644年4月24日）、北京が李自成軍によって陥落すると、崇禎帝は周皇后を自殺させ、夜半に自身も首を吊って自殺した。李自成の命令で、田秀英の墓が開かれ、崇禎帝と周皇后が合葬された。これが、今日も崇禎帝の陵墓として残る思陵（明の十三陵の一つ）となった。

## 子女
- 永悼王 朱慈炤
- 朱慈煥（悼霊王）
- 朱慈燦 − 夭折。悼懐王の位が贈られた。

## 伝記資料
- 『明史』
- 『崇禎長編』
- 『思陵典礼記』
- 『北游録』